# Maurice-Benjamin Bonard
Pour les articles homonymes, voir Bonard.
Maurice-Benjamin Bonard, né le 2 septembre 1803 au Lieu et mort le 3 avril 1870 dans la même commune, est une personnalité politique suisse, membre de la Gauche Libérale (futur parti radical-démocratique). Il est député du canton de Vaud au Conseil national de 1854 à 1857.

## Biographie
Maurice-Benjamin Bonard naît le 2 septembre 1803 au Lieu, dans le canton de Vaud. Protestant, originaire de Romainmôtier et de Croy, il obtient de plus la bourgeoisie d'honneur du Lieu. Il est le fils de Jean-Henri-Gabriel-Ferdinand Bonard, notaire, greffier du tribunal du district de la Vallée et député. Il épouse en premières noces Louise-Isaline d'Ivernois, puis Rose-Elisabeth Mennet.
Après des études à l'académie de Lausanne entre 1819 et 1824, il exerce comme notaire au Lieu entre 1830 et 1870. Il est en parallèle greffier du tribunal de la Vallée de 1834 à 1837, adjoint du substitut du procureur de la Vallée de 1838 à 1851 et agent de la Banque cantonale vaudoise de 1854 à 1858. Il est en outre colonel dans l'armée suisse.

### Carrière politique
Il est député des Radicaux/Gauche Libérale (aile gauche du parti libéral) au Grand Conseil vaudois de 1831 à 1866, conseiller national de 1854 à 1857 et syndic du Lieu de 1854 à 1866,.

## Liens
- Notice dans un dictionnaire ou une encyclopédie généraliste :   - Dictionnaire historique de la Suisse
- Notices d'autorité :   - VIAF
  - GND